# Eenvoudige walstroroest
De eenvoudige walstroroest (Puccinia galii-verni, syn.: Puccinia valantiae) is een autoecische schimmel behorend tot de familie Pucciniaceae. Het tast Cruciata en Galium aan.

## Kenmerken
Het tast meestal de stengel of onderkant van bladeren aan waar het kleine oranjebruine zwellingen veroorzaakt. De teliosporen zijn glad, 2-cellig, snel kiemend, 35 tot 60 µm lang, 12 tot 17 µm breed, en hebben stelen tot 80 µm lang. 

## Verspreiding
In Nederland komt de eenvoudige walstroroest uiterst zeldzaam voor.

## Waardplanten
De eenvoudige walstroroest komt voor op:
- Cruciata glabra
- Cruciata laevipes (Kruisbladwalstro)
- Galium album
- Galium arenarium
- Galium mollugo (Glad walstro)
- Galium pumilum (Kalkwalstro)
- Galium rotundifolium
- Galium rubioides
- Galium saxatile (Liggend walstro)
- Galium sylvaticum (Boswalstro)
- Galium uliginosum (Ruw walstro)
- Galium verum (Geel walstro)